# Эссифи, Хишем
Хишем Эссифи (араб. هشام الصيفي‎, фр. Hichem Essifi; 27 февраля 1987, Сус, Тунис) — тунисский футболист, нападающий, игрок саудовского клуба «Аль-Айн», экс-игрок сборной Туниса.

## Карьера
Эссифи родился в городе Сус и является воспитанником клубов «Уэсласьа» и «Стад Сус». Хишем начал играть на профессиональном уровне в клубе «Монастир», и сыграл более пятидесяти матчей. В 2010 году подписал контракт с «Клуб Африкэн». Спустя год перешёл в «Олимпик (Беджа)». Следующим клубом стал алжирский Бордж-Бу-Арреридж, сыграл 20 матчей и забил 11 голов, но уже через год вернулся на родину в Эсперанс из города Джарджис.